# チョウチンハダカ科
チョウチンハダカ科（Ipnopidae）は、ヒメ目アオメエソ亜目に所属する魚類の分類群の一つ。イトヒキイワシ・ナガヅエエソなど、底生性の深海魚を中心に5属29種が所属する。

## 概要
チョウチンハダカ科の仲間はすべて海水魚で、太平洋・インド洋・大西洋など世界中の深海に広く分布する。いずれの種類も砂泥の海底に静止し、じっと餌を待つタイプの底生魚であり、動物プランクトン・甲殻類などを主な餌としている。分布水深は幅広く、中深層から漸深層・深海層にかけて、水深200-6,000mの海底で観察される。

## 形態

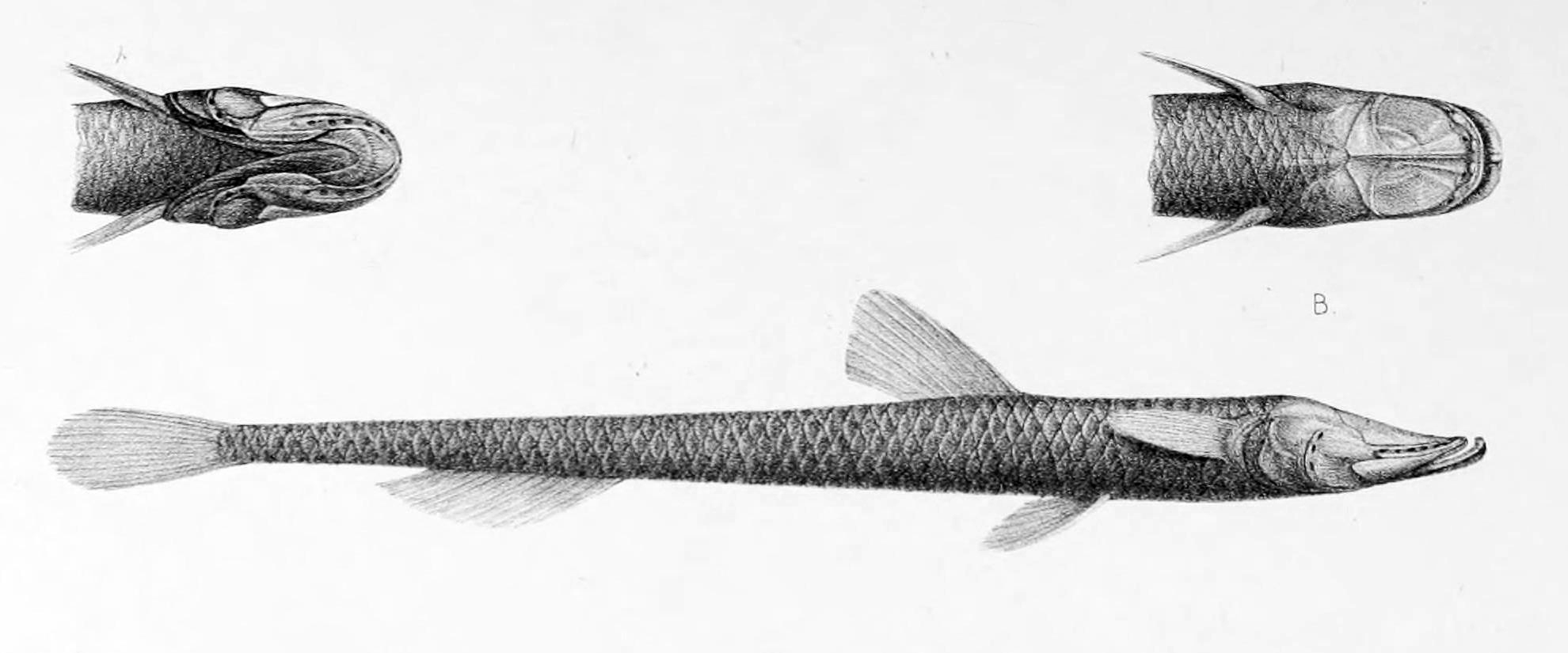
チョウチンハダカ Ipnops murrayi （チョウチンハダカ属）。眼球は板状に変化した網膜のみで構成され、ごくわずかな光を検出できる

チョウチンハダカ科の仲間のうち、イトヒキイワシ属など4属は非常に小さな眼をもつ。一方、チョウチンハダカ属の眼は板状で大きく、背中側に張り付くようについているなど、著しい特殊化が進んでいる。この板状の眼球は透明化した頭蓋骨に覆われ、水晶体はなく顕著に発達した網膜のみで構成され、光を感じることはできるが像を結ぶことはできない。太陽光がほとんど届かない深海の環境に適応し、通常の視覚に頼らずに、わずかな生物発光を捉えることのみに機能を特化したものとみられている。
19種を含むイトヒキイワシ属の魚類は、非常に長く伸びた胸鰭と腹鰭をもち、尾鰭下葉も上葉より伸長するものが多い。長い腹鰭と尾鰭を支えとして海底に横たわり、流れに運ばれてくるプランクトンや小型甲殻類を捕食する。糸状に伸びた胸鰭は、潮流や餌の感知に利用されているとみられる。
背鰭・臀鰭・胸鰭の鰭条数はそれぞれ8-16本・7-19本・9-24本で、すべて軟条のみ。鰓条骨・椎骨の数はそれぞれ8-17個・44-80個。上顎の後端は眼窩よりも後方に達する。幽門垂を欠き、成魚は擬鰓をもたない。

## 分類
チョウチンハダカ科は5属29種で構成される。かつて本科に所属した Bathysauropsis 属（3種を含む）は大きな眼をもつなどの特徴から、現在では独立の Bathysauropsidae 科として分類されている。

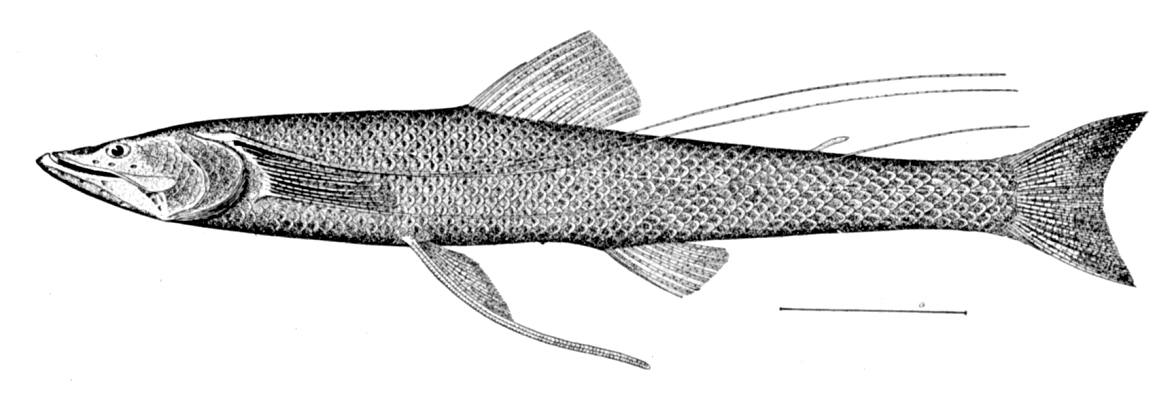
カギイトヒキイワシ Bathypterois quadrifilis （イトヒキイワシ属）。フィラメント状に伸長した胸鰭、体を支えるために発達した腹鰭は本属魚類の特徴である

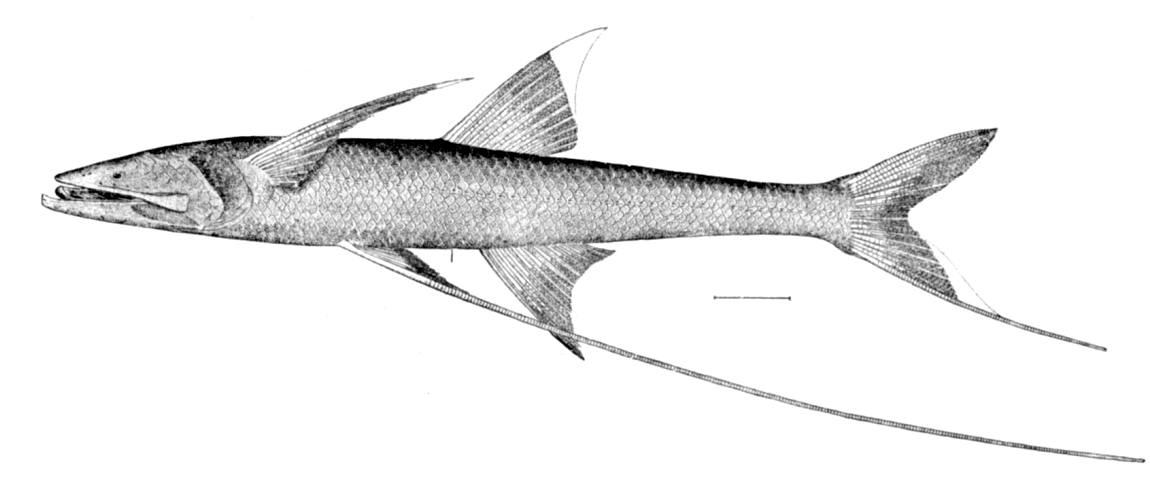
オオイトヒキイワシ Bathypterois grallator （イトヒキイワシ属）。本種は長い尾鰭下葉をもち、（より速い潮流を期待できる）高い位置で体を支えることが可能になっている

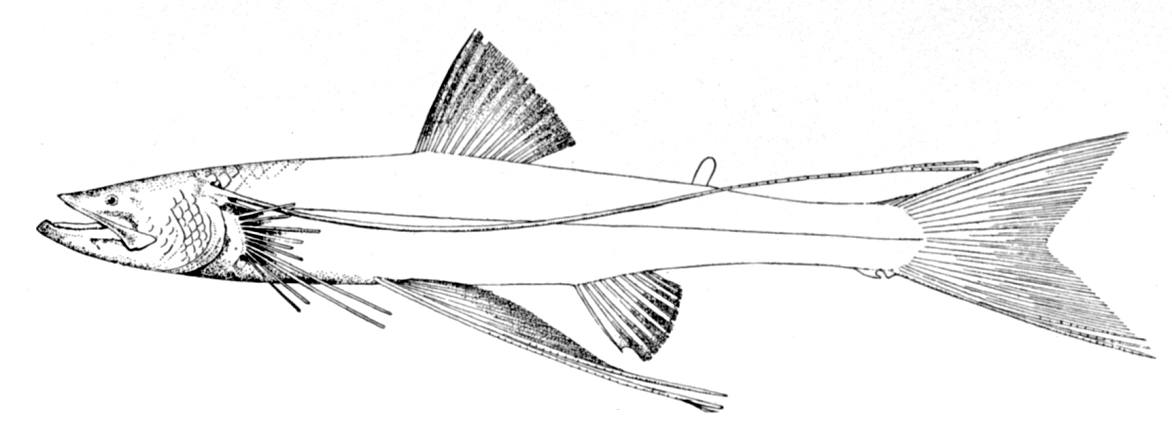
イトヒキイワシ属の1種（Bathypterois dubius）

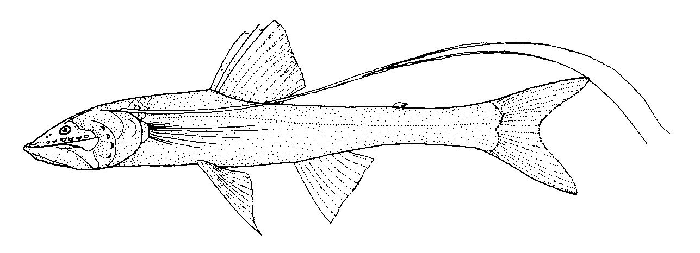
イトヒキイワシ属の1種（Bathypterois longifilis）

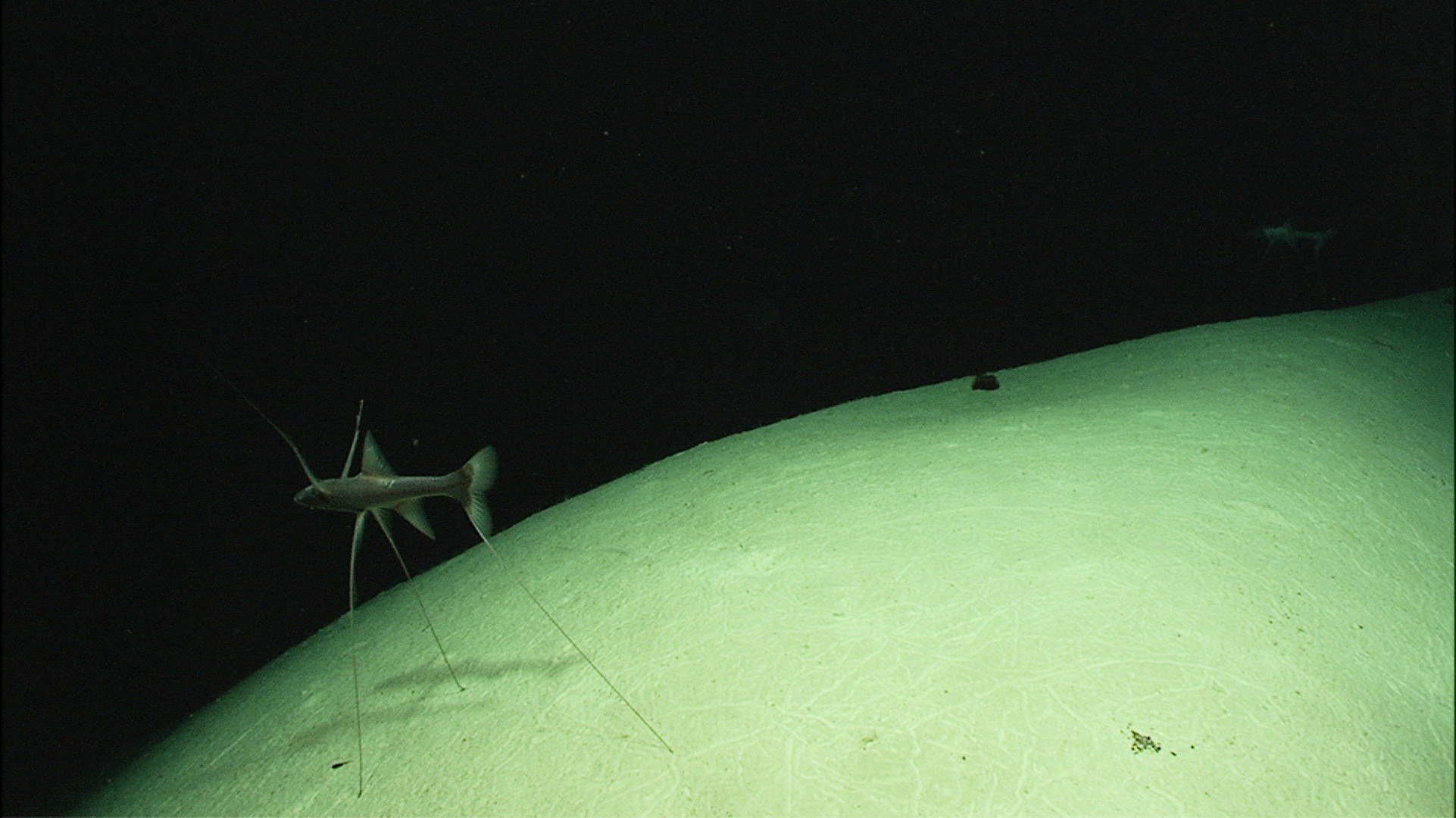
Bathypterois grallatorの写真

- イトヒキイワシ属 Bathypterois
  - イトヒキイワシ Bathypterois atricolor
  - オオイトヒキイワシ[4] Bathypterois grallator
  - カギイトヒキイワシ Bathypterois quadrifilis
  - ナガヅエエソ Bathypterois guentheri
  - ミツマタイトヒキイワシ Bathypterois viridensis
  - Bathypterois andriashevi
  - Bathypterois bigelowi
  - Bathypterois dubius
  - Bathypterois filiferus
  - Bathypterois insularum
  - Bathypterois longicauda
  - Bathypterois longifilis
  - Bathypterois longipes
  - Bathypterois oddi
  - Bathypterois parini
  - Bathypterois pectinatus
  - Bathypterois perceptor
  - Bathypterois phenax
  - Bathypterois ventralis
- ソコエソ属 Bathytyphlops
  - ソコエソ Bathytyphlops marionae
  - Bathytyphlops sewelli
- チョウチンハダカ属 Ipnops
  - チョウチンハダカ[3] Ipnops murrayi
  - Ipnops agassizii
  - Ipnops meadi
- Bathymicrops 属
  - Bathymicrops belyaninae
  - Bathymicrops brevianalis
  - Bathymicrops multispinis
  - Bathymicrops regis
- Discoverichthys 属
  - Discoverichthys praecox